# Гушицеј (Васлуј)
Гушицеј (рум. Gușiței) насеље је у Румунији у округу Васлуј у општини Димитрије Кантемир. Oпштина се налази на надморској висини од 83 m.

## Становништво
Према подацима из 2002. године у насељу је живело 903 становника, од којих су сви румунске националности.